# Ґожево (Вонґровецький повіт)
Ґожево (пол. Gorzewo) — село в Польщі, у гміні Месцисько Вонґровецького повіту Великопольського воєводства.
Населення — 103 особи (2011).
У 1975-1998 роках село належало до Познанського воєводства.

## Демографія
Демографічна структура станом на 31 березня 2011 року:
|          | Загалом | Допрацездатний вік | Працездатний вік | Постпрацездатний вік |
| -------- | ------- | ------------------ | ---------------- | -------------------- |
| Чоловіки | 62      | 19                 | 40               | 3                    |
| Жінки    | 41      | 9                  | 23               | 9                    |
| Разом    | 103     | 28                 | 63               | 12                   |